# Ezüst-jodid
Az ezüst-jodid egy szervetlen vegyület, só. Képlete AgI. Sárga színű por. Vízben oldhatatlan (oldhatósága kisebb, mint az ezüst-bromidé), savoldatok sem oldják. Jól oldódik viszont a nátrium-cianid oldatában, és nátrium-tioszulfát-oldatban is feloldódik. Ekkor komplex vegyületek keletkeznek. Fényérzékeny vegyület.

## Kémiai tulajdonságai
Fény hatására elbomlik, bomlásakor jód és ezüst keletkezik. 
{\displaystyle \mathrm {2AgI\rightarrow 2Ag+I_{2}} }
Komplex vegyületeket képez az alkálifémek jodidjaival.

## Előfordulása a természetben
A természetben megtalálható, mint ásvány. Az ásvány neve jodargirit.

## Előállítása
Ezüst-nitrát-oldathoz valamilyen alkálifém-jodid-oldatot (például nátrium-jodid, kálium-jodid) adnak.
{\displaystyle \mathrm {AgNO_{3}+KI\rightarrow AgI+KNO_{3}} }
Ekkor először tejszerű oldat keletkezik, majd az ezüst-jodid sárga csapadékként leválik. A csapadékot kimossák, majd sötét helyen szárítják. Fényérzékenysége miatt sötétkamrában célszerű előállítani.

## Felhasználása
Korábban a fényképészetben alkalmazták, de mára már az ezüst-bromid kiszorította. Az ivóvíz fertőtlenítésére és jégesők elhárítására is használják, de mennyisége nem haladhat meg egy bizonyos határértéket.